# 男トラゴロウ
『男トラゴロウ』（おとこトラゴロウ）とはのむらしんぼの漫画作品である。ジャンルは児童向けギャグ漫画。月刊コロコロコミックの1983年5月号から1984年9月号まで連載された。単行本は全2巻。大の田舎者が東京で引き起こす勘違いを描いた作品である。主人公音子トラゴロウが上野駅に降り立ち上京するところから話は始まる。

## 登場人物
音子 トラゴロウ（おとこ トラゴロウ）
本作の主人公。日本一の「大物」になるのが夢で、東京のイヨっぺの家で暮らすことになり山形県から上京してきた。「目指すは大物だべっちゃ！」、「大物になるんだべっちゃ！」などと突然大声で叫ぶ口癖がある。上野駅の自動券売機はおろか信号機などのほとんどの機械や横文字のたぐいを理解できない田舎者。しかしその非常識な天然ぶりは田舎者というレベルではなく、日常的な単語ですら頻繁に勘違いを繰り返すなど、複数のゲストキャラクターから「アホ」だと指摘されている。豚の顔の絵柄のシャツを着ており、トラゴロウの感情に合わせて絵の表情も変化する。
河合 イヨ（かわい イヨ）
本作のヒロインで、愛称は「イヨっぺ」。幼少時は『ハゲ丸』のブスねーちゃんのような容姿だったが、再会時には眼鏡をコンタクトに変えた美少女になっておりトラゴロウを驚かせた。ミニスカートでスタイルもよく、いわゆるお色気要員になることも少なくない。
田舎のばっちゃん
氏名は明言されなかったが、トラゴロウから「ばっちゃん」、イヨっぺからは「おばあちゃん」と呼ばれている老婆。連載後半にレギュラーとなる。連載第2話目からその存在が話には出ていたが、第5話目で上京して初登場。このときは1話限りの登場だったが、連載第13話目には再び上京して同居するようになり、以降最終回までメインキャラクターに加わった。トラゴロウ同様に度を越えた常識外れの田舎者で、2人してドタバタ騒ぎを巻き起こすようになる。
美輪 三和夫（みわ みわお）
アメリカ帰りのクラスメートで、連載第7 - 8話目に登場。アメリカで最先端の都会文化に触れてきた者として、田舎者であるトラゴロウの非常識に振り回されるという対比が2回にわたり描かれた。

## 製作背景
のむらが後年の作品『コロコロ創刊伝説』で描いた自身のエピソードによれば、のむらの『とどろけ!一番』が終了する方向に決まった後、のむらのコロコロコミックでの担当者であった平山隆（後の3代目編集長）が、のむらが長い東京生活にもかかわらず北海道弁の抜けない田舎者であったことをヒントに、「いなかっぺギャグ」「ストーリー漫画にこだわらずギャグにも挑戦」として発案した。のむら自身もギャグが好きで、デビュー前に『東大一直線』に感化されてギャグ漫画を少年ジャンプに投稿した経験があるために賛同し、連載が始められた。結果的に第1話は『一番』の最終回と同じ号での同時掲載となった。

## 社会的評価
初代編集長の千葉和治も、同じく田舎者を主人公とした漫画『いなかっぺ大将』の初代担当だったことで大変な期待を寄せた。しかし後述のように一時期は読者から良い反響が得られたものの、期待したような人気にはならなかった。千葉はその理由を「日本中に本当の田舎者はもういない時代」と分析した。
同時期のコロコロの漫画家であるたかや健二が藤子・F・不二雄のアシスタントも務めていたことから、のむらがたかやから藤子プロ専用の原稿用紙を譲り受けて本作を執筆したときには、普段の低迷とは裏腹に読者アンケートが急上昇しており、のむらはこれを「偶然かもしれない」と思いつつも、「藤子プロの魂が乗り移った」と後年まで本気で信じた。しかし本作の人気はそれが最初で最後であり、連載期間は『一番』の半分弱の17か月、単行本は全2巻（全18話）に終わった。
最終回は冒頭のやりとりでイヨっぺの口から最終回を告げられ、最後の2ページで田舎に帰るシーンが描かれた以外は、いつものようにゲストキャラが登場してトラゴロウたちの非常識ぶりに振り回されるという通常通りの内容で幕を閉じた。